# Pterocaesio tile
Pterocaesio tile är en fiskart som först beskrevs av Cuvier, 1830.  Pterocaesio tile ingår i släktet Pterocaesio och familjen Caesionidae. Inga underarter finns listade i Catalogue of Life.